# 노바라 FC
노바라 FC(Novara Football Club)는 이탈리아의 축구 클럽으로, 피에몬테주 노바라를 연고지로 한다.
1908년 창단된 노바라 칼초(Novara Calcio)를 계승한 클럽은 2011-2012 시즌을 마지막으로 세리에 A 챔피언십에 13회 출전했으며 1951-1952 시즌에는 8위로 최고 성적을 거뒀고 1938-1939시즌에는 코파 이탈리아 결승전에 출전하기도 했다. 2021년 세리에 C 등록 대금 지금 부정 행위가 조사되면서 프로 리그에서 퇴출된 노바라 칼초는 2년 후 파산 선고를 받았다. 이탈리아에서 30번째로 오래된 축구 클럽이다.
규정에 따라 2021년 세리에 D에 노바라 FC가 새로이 창단되었다. 세리에 D에서 조 1위를 차지한 후 2022년 5월 세리에 C로 다시 승격되었다.

## 선수 명단

### 현역
참고: FIFA 자격 규정에 따라 소속된 국가대표팀 국기를 표시합니다. 선수는 복수의 FIFA 비회원국 국적을 가지고 있을 수 있습니다.
| 번호 | 포지션 | 국적 | 이름                      |
| ---- | ------ | ---- | ------------------------- |
| 18   | FW     |      | 헴슬리 치조르바 악파 추쿠 |

| 번호 | 포지션 | 국적 | 이름 |
| ---- | ------ | ---- | ---- |

## 역대 감독
| 감독              | 임기        |
| ----------------- | ----------- |
| 아돌포 발론치에리 | 1936 ~ 1937 |
| 조반니 발리엔     | 1951 ~ 1953 |
| 카를로 파롤라     | 1969 ~ 1974 |
| 안젤로 도멘기니   | 1989 ~ 1990 |